# Matt Holland
Matt Holland, född 11 april 1974 i Bury, är en brittisk-irländsk före detta fotbollsspelare.

## Klubblagskarriär
Som ung tillhörde Holland Arsenals ungdomsakademi. Han fick senare ett seniorkontrakt med West Ham United, men spelade aldrig någon ligamatch för klubben. Istället fick han sitt genombrott med Bournemouth, vilka han först representerade på lån från West Ham innan han såldes till Bournemoth. Holland spelade sedan för Ipswich Town, som han hjälpte till avancemang från First Division till Premier League säsongen 1999/2000. Under sin tid i Ipswich medverkade Holland i 223 raka matcher vilket medförde att tränaren George Burley refererade till Holland som Captain Marvel. Sin första säsong i Premier League slutade Ipswich på femte plats vilket kvalificerade dem för Uefacupen 2001/2002.
Holland flyttade senare till Charlton Athletic och spelade för dem 2003–2009.

## Landslagskarriär
Holland spelade 49 matcher för det irländska landslaget. Holland föddes och växte upp i England, men hade möjlighet att spela för Irland tack vare en irländsk släkting.

### VM 2002
Holland spelade för Irland i VM 2002. Han gjorde Irlands enda mål i 1–1-matchen mot Kamerun i gruppspelet. Irland gick till åttondelsfinal, där man ställdes mot Spanien. Spanien vann matchen efter straffsparksläggning, där Holland missade en av Irlands straffar.

## Personligt
Holland är färgblind.